# Meliosma cordata
Meliosma cordata är en tvåhjärtbladig växtart som beskrevs av Alwyn Howard Gentry. Meliosma cordata ingår i släktet Meliosma och familjen Sabiaceae. Inga underarter finns listade.